# Har Khorana
Har Gobind Khorana (Punjab, 9 de Janeiro de 1922 — Concord (Massachusetts), 9 de novembro de 2011) foi um biologista molecular indiano, de ascendência punjabi.
Foi agraciado com o Nobel de Fisiologia ou Medicina de 1968, em conjunto com Robert Holley e Marshall Warren Nirenberg, pelo seu trabalho na interpretação do código genético e sua função na síntese proteica.
Naturalizado cidadão dos Estados Unidos em 1966, tendo vivido em Cambridge, Massachusetts trabalhando na Faculdade de Química do Instituto de Tecnologia de Massachusetts, e recebeu a Medalha Nacional de Ciência em 1987.

## Biografia
Khorana nasceu de Krishna Devi Khorana e Ganpat Rai Khorana, em Raipur, uma vila em Multan, Punjab, Índia Britânica (agora no atual Paquistão) em uma família hindu Punjabi. A data exata de seu nascimento não é certa, mas ele acreditava que poderia ter sido 9 de janeiro de 1922.
Khorana viveu na Índia britânica até 1945, quando se mudou para a Inglaterra para estudar química orgânica na Universidade de Liverpool com uma bolsa do governo da Índia.
Ele se mudou para Vancouver, British Columbia, com sua família em 1952 depois de aceitar um cargo no British Columbia Research Council na University of British Columbia.  
Em 1960, Khorana aceitou o cargo de codiretor do Institute for Enzyme Research no Institute for Enzyme Research da University of Wisconsin em Madison. Ele se tornou um professor de bioquímica em 1962 e foi nomeado Conrad A. Elvehjem Professor de Ciências da Vida em Wisconsin-Madison. Enquanto estava em Wisconsin, "ele ajudou a decifrar os mecanismos pelos quais o RNA codifica para a síntese de proteínas" e "começou a trabalhar na síntese de genes funcionais", de acordo com a American Chemical Society. Durante sua gestão nesta universidade, ele completou o trabalho que o levou a compartilhar o prêmio Nobel. O site do Nobel afirma que foi "por sua interpretação do código genético e sua função na síntese de proteínas". O papel de Har Gobind Khorana é declarado da seguinte forma: ele "fez contribuições importantes para este campo ao construir diferentes cadeias de RNA com a ajuda de enzimas. Usando essas enzimas, ele foi capaz de produzir proteínas. As sequências de aminoácidos dessas proteínas resolveram o resto do quebra-cabeça".
Ele se tornou um cidadão americano em 1966.
Har Gobind Khorana casou-se com Esther Elizabeth Sibler em 1952. Eles se conheceram na Suíça e tiveram três filhos, Julia Elizabeth, Emily Anne e Dave Roy.

## Pesquisa
O ácido ribonucleico (RNA) com duas unidades de repetição (UCUCUCU → UCU CUC UCU) produziu dois aminoácidos alternado. Isso, combinado com o experimento de Nirenberg e Leder, mostrou que a UCU codifica geneticamente para serina e CUC para leucina. Os RNAs com três unidades de repetição (UACUACUA → UAC UAC UAC ou ACU ACU ACU ou CUA CUA CUA) produziram três cadeias diferentes de aminoácidos. Os RNAs com quatro unidades de repetição, incluindo UAG, UAA ou UGA, produziram apenas dipeptídeos e tripeptídeos, revelando assim que UAG, UAA e UGA são códons de terminação.
A palestra do Nobel foi entregue em 12 de dezembro de 1968. Khorana foi o primeiro cientista a sintetizar oligonucleotídeos quimicamente. Essa conquista, na década de 1970, também foi o primeiro gene sintético do mundo; nos últimos anos, o processo se generalizou. Cientistas subsequentes se referiram a sua pesquisa enquanto avançavam na edição do genoma com o sistema CRISPR/Cas9.

### Pesquisa subsequente
Ele estendeu a pesquisa para polímeros de DNA longos usando química não aquosa e os montou no primeiro gene sintético, usando enzimas polimerase e ligase que ligam pedaços de DNA juntos, bem como métodos que anteciparam a invenção da reação em cadeia da polimerase (PCR). Essas peças personalizadas de genes artificiais são amplamente utilizadas em laboratórios de biologia para sequenciamento, clonagem e engenharia de novas plantas e animais, e são essenciais para o uso crescente da análise de DNA para entender doenças humanas baseadas em genes, bem como a evolução humana. A(s) invenção(ões) de Khorana se tornaram automatizadas e comercializadas para que qualquer um agora possa solicitar um oligonucleotídeo sintético ou um gene de qualquer uma de várias empresas. Basta enviar a sequência genética a uma das empresas para receber um oligonucleotídeo com a sequência desejada.
Depois de meados da década de 1970, seu laboratório estudou a bioquímica da bacteriorodopsina, uma proteína de membrana que converte a energia da luz em energia química criando um gradiente de prótons. Mais tarde, o laboratório passou a estudar o pigmento visual estruturalmente relacionados conhecidos como rodopsina.
Um resumo de seu trabalho foi fornecido por um ex-colega da Universidade de Wisconsin: "Khorana foi um dos primeiros praticantes, e talvez um dos fundadores, do campo da biologia química. Ele trouxe o poder da síntese química para decifrar a genética código, contando com diferentes combinações de trinucleotídeos".

## Morte
Har Gobind Khorana morreu em 9 de novembro de 2011, em Concord, Massachusetts, aos 89 anos. Sua esposa, Esther, e sua filha, Emily Anne, morreram antes, mas Khorana deixou seus outros dois filhos. Julia Elizabeth escreveu mais tarde sobre o trabalho de seu pai como professor: "Mesmo enquanto fazia todas essas pesquisas, ele sempre se interessou muito pela educação, pelos alunos e pelos jovens".